# Fondazione musei civici di Venezia
La Fondazione Musei Civici di Venezia (nota anche con l'acronimo MUVE) si occupa della gestione del patrimonio museale civico del comune italiano di Venezia.
Venne fondata dal Consiglio comunale, con delibera proposta dal Sindaco e dalla Giunta, nella seduta del 3 marzo 2008. Definita dagli operatori e dagli addetti ai lavori del tipo di partecipazione, ha un unico socio fondatore: il comune di Venezia.
Dal dicembre 2015 la presidente è Mariacristina Gribaudi. Prima di lei la carica è stata ricoperta da Sandro Parenzo (fino a marzo 2010), David Landau (marzo 2010 - settembre 2010) e Walter Hartsarich (dicembre 2010 - agosto 2015).

## Musei
- Palazzo Ducale
- Museo Correr
- Ca' Rezzonico - Museo del Settecento veneziano
- Ca' Pesaro - Galleria internazionale d'arte moderna
- Museo del vetro, Murano
- Museo di storia naturale di Venezia Giancarlo Ligabue
- Palazzo Mocenigo - Museo del tessuto e del costume
- Palazzo Fortuny
- Museo del merletto, Burano
- Casa di Carlo Goldoni
- Torre dell'Orologio